# اچ‌ام‌سی‌اس شارلوت‌تاون (اف‌اف‌اچ ۳۳۹)
اچ‌ام‌سی‌اس شارلوت‌تاون (اف‌اف‌اچ ۳۳۹) (به انگلیسی: HMCS Charlottetown (FFH 339)) یک کشتی است که طول آن 134.2 m می‌باشد. این کشتی در سال ۱۹۹۴ ساخته شد.